# Моторин, Владимир Борисович
Влади́мир Бори́сович Мото́рин (16 октября 1953, посёлок Земцы, Калининская область, РСФСР, СССР — 16 марта 2007) — педагог, учёный, доктор социологических наук (2003), профессор (2003), действительный член Российской Академии социальных наук (2005), заслуженный работник высшей школы Российской Федерации (2006), полковник внутренней службы (1997). Русский. В Государственной противопожарной службе — более 35 лет, прошел путь от рядового пожарного до полковника.
Специалист в области подготовки профессиональных кадров в системе повышенного риска. В 1974 г. окончил Ленинградское пожарно-техническое училище МВД СССР, в 1980 г. — с отличием Высшую инженерную пожарно-техническую школу МВД СССР. В 1974—1976 гг. — курсовой командир. С 1980 по 1988 гг. — преподаватель ЛПТУ МВД СССР. С 1988 г. по 1997 г. — старший научный сотрудник научно-исследовательского и редакционно-издательского отдела Санкт-Петербургского института пожарной безопасности МВД России. С 1997 г. — доцент, заместитель начальника кафедры, начальник кафедры правового и кадрового обеспечения Санкт-Петербургского университета Государственной противопожарной службы МЧС России. Внес большой вклад в развитие научных направлений, связанных с профессиональной деятельностью в условиях чрезвычайных ситуаций. Автор более 150 научных работ, в том числе монографий «Профессионализм и деятельность сотрудников подразделений повышенного риска» (1999 г.), «Риск в профессиональной деятельности: основные факторы и особенности проявления» (2002 г.), учебников «Организация работы с кадрами» (2003 г.), «Организация службы и подготовки» (2006 г.). Имеет 14 правительственных и ведомственных наград.